# Emmelie de Forest
Pour les articles homonymes, voir Forest.
Emmelie de Forest, née le 28 février 1993 à Randers, est une chanteuse danoise.

## Carrière
Elle s'est fait connaître sous le nom de Emmelie de Forest en remportant le Dansk Melodi Grand Prix 2013, représentant ainsi le Danemark au Concours Eurovision de la chanson 2013 à Malmö avec sa chanson Only Teardrops. Lors du concours, elle participe d'abord à la première demi-finale du 14 mai 2013 où elle se qualifie pour la finale qui a lieu le 18 mai 2013. Lors de celle-ci, elle remporte le concours avec 281 points et succède ainsi à Loreen, gagnante du concours 2012.

## Enfance et débuts
Elle est née Emmelie Engström, d'une mère danoise et d'un père suédois, Ingvar Engström (1938–2010) qui sur le tard avait pris le nom de De Forest.
On lui a toujours raconté dans son enfance, dit-elle, que son grand-père était un fils illégitime d'Édouard VII d'Angleterre et d'une princesse autrichienne, ce qui ferait d'elle l'arrière-arrière-petite-fille de la reine Victoria, et elle a été étonnée d'apprendre que le fait n'était nullement prouvé, même si un généalogiste britannique, Tony Martin, pense qu'il y a tout de même des liens entre sa famille et la famille royale de Grande-Bretagne.[réf. nécessaire].
Emmelie de Forest est chanteuse depuis l'âge de neuf ans dans des chorales d'églises ou de gospel. À partir de ses 14 ans et pendant quatre ans, elle a suivi le musicien écossais Fraser Neill en tournée. En 2011, Emmelie est admise au Complete Vocal Institute de Copenhague.

## Dansk MelodiGrand Prix et Eurovision
Le 26 janvier 2013, Emmelie de Forest remporte le Dansk Melodi Grand Prix 2013 avec la chanson Only Teardrops écrite et composée par Lise Cabble, Julia Fabrin Jacobsen et Thomas Stengaard.
En mai 2013, elle représente ainsi le Danemark au Concours Eurovision de la chanson 2013 avec cette chanson. Sa chanson est largement plébiscitée par les parieurs de l'Eurovision, la classant 1re sur 39. Elle est qualifiée lors de la 1re demi-finale le 14 mai, étant première en récoltant 167 points. Le 19 mai 2013, accompagnée de ses choristes et deux membres du groupe Copenhagen Drummers, elle remporte la finale avec 281 points devant l'Azerbaïdjan et l'Ukraine.

## Vie privée
Elle est en couple depuis 2013 avec le musicien Jakob Schack Glaesner, de vingt-deux ans son ainé.

## Discographie

### Album
- Only Teardrops (6 mai 2013)
- History (EP) (9 février 2018)

### Singles
- Only Teardrops (22 janvier 2013)
- Hunter & Prey (19 avril 2013)
- Rainmaker (21 février 2014)
- Drunk Tonight  (18 août 2014)
- Hopscotch  (27 août 2015)